# El-Jaish Sports Club
Pour les articles homonymes, voir Al Jaish.
Maillots
El-Jaish Sports Club (en arabe : نادي الجيش الرياضي), plus couramment abrégé en El-Jaish SC, est un ancien club qatarien de football fondé en 2007 et disparu en 2017 (après sa fusion avec Al-Duhail Sports Club, anciennement Lekhwiya), et basé à Doha, la capitale du pays.
L'équipe évolue en première division qatarienne jusqu'en 2017. Il est connu pour être le club de l'armée qatarienne.

## Palmarès
| Compétitions nationales | Compétitions amicales                         |
| --- | --------------------------------------------- |
| - Championnat du Qatar : - Vice-Champion : 2013-2014. - Championnat du Qatar de deuxième division (1) : - Vainqueur : 2011. - Coupe Crown Prince de Qatar (2) : - Vainqueur : 2014 et 2016. | - Coupe des Étoiles (1) : - Vainqueur : 2013. |

## Personnalités du club

### Anciens entraîneurs
- Péricles Chamusca (2011-2012)
- Răzvan Lucescu (2012-2014)
- Yusef Adam (2014)
- Nabil Maâloul (2014)
- Sabri Lamouchi (2015-2017)

### Anciens joueurs
- Karim Ziani (2011-2013)
- Nilmar (2014)
- Abderrazak Hamed-Allah (2015-2017)
- Lucas Mendes
- Abdul Ajagun
- Adil Auassar
- Thanásis Papázoglou
- Simon Church
- Dani Schahin
- Dame Traoré